# 극락조자리 이오타
극락조자리 이오타(ι Aps)는 남반구 하늘의 극락조자리 방향에 있는 항성계이다. 이오타의 밝기는 5.41로 맨눈으로 흐릿하게 보일 수준이다. 극락조자리 이오타까지의 거리는 시차 자료에 따르더라도 그 오차율이 약 20%이며 이를 고려한 수치는 약 1,300 광년이다.
이오타는 우리 눈에는 하나의 항성처럼 보이나 실은 두 개의 B형 주계열성으로 이루어진 항성계이다. 둘 다 분광형이 비슷하여 우리 눈에는 청백색 빛을 뿜는 것처럼 보인다. 구성원 중 밝은 쪽의 분광형은 B9 V이고 겉보기 밝기는 +5.90등급이며 어두운 쪽의 분광형은 B9.5 V에 밝기는 +6.46이다. 두 별의 각거리는 0.091 초각이고 둘은 서로의 질량 중심을 51.441년 주기로 돌고 있다.

## 이름
극락조자리의 중국식 명칭은 ‘이작’(異雀, Yì Què, ‘이국적인 새’라는 의미임)이며 이 별자리를 구성하는 대표적인 항성으로는 극락조자리 이오타, 제타, 엡실론, 베타, 감마, 델타, 델타1, 에타, 알파가 있다. 이오타별의 명칭은 ‘이작이’(異雀二, Yì Què èr, 이작의 두 번째 별)이다.